# Embalse de Zobe
El embalse de Zobe se encuentra en el río Karaduwa, en la cuenca de los ríos Sokoto-Rima, afluentes del Níger, en el nordeste del país, en el área de gobierno local de Dutsin-Ma, estado de Katsina, norte de Nigeria. El embalse tiene una capacidad de almacenamiento de 179 millones de m3 y un potencial de riego de 8.000 hectáreas. El objetivo de la obra, además de controlar las crecidas, era proveer de agua corriente a las ciudades cercanas, el regadío y una pequeña producción hidroeléctrica, pero hasta 2021 no empezó a funcionar el suministro de agua a las ciudades de Katsina (35 millones de litros) y Dutsin-ma (5 millones de litros), algo menos de la mitad de lo previsto. Se preveía entonces que se necesitaban otros tres años para poner en marcha la totalidad y el suministro eléctrico.

## Presa
La presa es una estructura de relleno de tierra con una altura de 19 m y una longitud total de 2.750 m.  La presa Zobe fue concebida a fines de la década de 1970 durante la administración del general Olusegun Obasanjo y se planeó para suministrar el 50% del agua potable del estado de Katsina y al mismo tiempo apoyar la agricultura de riego en el área de Dutsinma. La presa fue un Proyecto Federal de Agua Urbana construido por la administración de Shehu Shagari y completado en 1983. El proyecto de abastecimiento de agua debía completarse en 1995, pero el proyecto, que costó 122 millones de dólares, fue abandonado por falta de financiación. Una revisión de seguridad de 2004 informó que, aunque la presa parecía estable, había experimentado problemas de filtraciones en el pasado, por lo que debería ser vigilada de cerca y modificada para interceptar las filtraciones de los cimientos.
El río Karadunwa y sus afluentes fluyen a través de estrechos y profundos valles, con escasas llanuras de inundación. La capacidad óptima del proyecto eléctrico proporcionaría 290,3 kW mediante tres unidades de 97 kW cada una, con una descarga de 7,51 m³/s en cada turbina.

## Uso agrícola
El embalse se encuentra en una zona semiárida de la sabana sudanesa, con una estación húmeda muy acusada de cuatro meses entre finales de mayo y septiembre, con una media de 750 mm y un máximo en agosto. 
En septiembre de 1999, las fuertes lluvias provocaron el desbordamiento de la presa de Zobe, lo que ocasionó grandes pérdidas de cosechas. La inundación arrasó con el mijo, el maní, el maíz de Guinea y los frijoles. Los agricultores, que no recibieron una compensación adecuada cuando se adquirió el sitio de la presa, se encontraron desprotegidos cuando la temporada de lluvias se acercaba a su fin.
En 2003, el agua de la presa estaba estancada y fangosa, y la evaporación y las fugas la estaban vaciando poco a poco. Las autoridades encargadas de la presa se vieron obligadas a perforar pozos de alivio para ventilar el embalse. En la cuenca de los ríos Sokoto-Rima aún no había disponibilidad de agua para la agricultura de regadío. El lago, sucio, carecía casi de peces.En diciembre de 2005, los agricultores exigieron que se liberara el agua de la presa.

## Suministro hidroeléctrico
En junio de 2009, el Gobierno del Estado de Katsina anunció planes para construir una central hidroeléctrica en la presa no utilizada para aumentar el suministro de energía a la zona y apoyar el procesamiento de minerales en el lugar.

## Abastecimiento de agua
El proyecto de suministro de agua tenía como objetivo entregar 65.000 metros cúbicos de agua potable diariamente a la metrópolis de Katsina. En enero de 2003, la planta de tratamiento de agua a unos 2,5 km del embalse se encontraba medio construida y abandonada. Las estaciones de refuerzo y los tanques de agua se encontraban en diversas etapas de finalización a lo largo de la ruta hacia la ciudad. La única tubería que se había tendido de los 111 kilómetros necesarios era el tramo de 2,1 kilómetros desde el embalse hasta la planta de tratamiento. El proyecto de abastecimiento de agua necesitaba una gan inversión para completarse. El presidente Olusegun Obasanjo aprobó la financiación y al mes siguiente realizó una visita a la presa.
En agosto de 2003, el gobernador Umaru Musa Yar'Adua dijo que el gobierno estatal había asignado fondos para un suministro de agua de 16 kilómetros desde la presa de Zobe hasta la ciudad de Dutsing, cuya finalización estaba prevista para septiembre de ese año. También advirtió sobre el aumento de las tarifas del agua en el estado, ya que las tarifas actuales no son suficientes para cubrir los costos.
En noviembre de 2009, el Comisionado Estatal de Recursos Hídricos dijo que las obras de Zobe Water estaban completadas casi en un 80%. Dijo que, una vez completado, el proyecto suministrará alrededor de 80 millones de litros de agua tratada por día.